# Günter Wallraff
Günter Wallraff (født 1. oktober 1942 i Burscheid nær Köln) er en tysk journalist, som er kendt for at gå under-cover i flere sager, for derigennem at opnå større indsigt i problemet, set fra andres synspunkt. Vennen Heinrich Böll siger, at Wallraff "underkaster sig en situation". Efter nogle måneder i Bundeswehr fik han følgende attest: "Ubrugelig i krig og fred". 
Wallraff klædte sig ud som tyrkisk gæstearbejder, med sort paryk og mørke kontaktlinser, hvorefter han skrev en reportage om oplevelsen. Han har også levet som somalier i Tyskland. I juni 2007 offentliggjorde han et manifest, Til forsvar for meningsfriheden, hvor han og andre gav udtryk for, at fri debat var afgørende for muslimers integration i det tyske samfund. Han skrev i januar 2007: "Muslimer i Tyskland må nu overbevisende dokumentere, at deres frihed og menneskelighed er afgørende for dem, og at terroren som kommer fra islam, er deres fjende." 
Wallraff har også afsløret Lidl-kædens behandling af sine ansatte. 